# Blackmail (10cc)
Blackmail is een lied van 10cc. Het is afkomstig van hun derde album The Original Soundtrack en geschreven door Graham Gouldman en Eric Stewart.
Het lied gaat over een bedrijfsongeval bij chantage van een rijke vrouw. De afperser maakt indiscrete foto's van een vrouw en probeert haar daarmee af te persen. In plaats van het geld te geven, laat de vrouw de foto's aan haar man zien. Die stuurt ze naar Hugh Hefner van Playboy Magazine en ze wordt centerfold. In plaats van dat de afperser rijker wordt, is het de afgeperste vrouw die superster wordt en geld opstrijkt. 

## Musici
- Lol  Creme – zang, orgel
- Kevin Godley – zang, slagwerk
- Eric Stewart – zang, gitaar, steelgitaar, piano
- Graham Gouldman – zang, gitaar, basgitaar.